# Las Vegas Raiders
Las Vegas Raiders su momčad američkog nogometa sa sjedištem u Las Vegasu u Nevadi. Natječu se u zapadnoj diviziji AFC konferencije. Klub je osnovan 1960. te se do 1969. natjecao u AFL ligi. Od 1982. do 1994. imali su sjedište u Los Angelesu, a od 1994. do 2019 u Oaklandu. Dosad su osvojili jedan naslov prvaka AFL-a i tri naslova prvaka NFL-a.
Od sezone 2020. će domaće utakmice igrati na novoizgrađenom Allegiant Stadiumu.

## Povijest kluba

### Počeci u AFL-u
Oakland je 1960. dobio AFL momčad nakon što je jedan od prvotnih gradova kandidata (Minneapolis) umjesto ponude AFL-a prihvatio ponudu NFL-a za momčad.  Prve dvije sezone Raidersi su igrali domaće utakmice na stadionima u San Franciscu, da bi se tek 1962. preselili u Oakland, na privremeni stadion Frank Youell Field. Prvi uspjesi stižu 1967. kada momčad predvođena quarterbackom Daryleom Lamonicom nakon 13 pobjeda u 14 utakmica regularnog dijela sezone osvaja naslov AFL lige. U toj prvenstvenoj utakmici pobijedili su Houston Oilerse 40:7 i tako ušli u drugi Super Bowl u povijesti. U Super Bowlu ih pobjeđuje legendarna momčad Green Bay Packersa predvođena trenerom Vinceom Lombardijem i quarterbackom Bartom Starrom 33:14.
Iduće dvije sezone Raidersi osvajaju diviziju, ali gube u finalu AFL-a protiv New York Jetsa (1968.) i Kansas City Chiefsa (1969.). Također, 1969. momčad preuzima trener John Madden, budući član "Kuće slavnih" NFL-a.

### Prva dva naslova prvaka u Oaklandu
Raidersi 1976. konačno osvajaju svoj prvi naslov u povijesti. Regularni dio sezone završavaju s 13 pobjeda i po peti put zaredom osvajaju diviziju. Pobjedama nad New England Patriotsima i ozljedama oslabljenim Pittsburgh Steelersima u doigravanju dolaze do svog drugog finala. Uz pomoć MVP-a Super Bowla, wide receivera Freda Biletnikoffa, Raidersi pobjeđuju 32:14. 
Raidersi su pri vrhu i iduće tri sezone, a nova sezona iz snova im slijedi 1980. Momčad ovaj put vodi trener Tom Flores, a Raidersi predvođeni ofanzivnim linijašima Artom Shellom i Geneom Upshawom pobjeđuju San Diego Chargerse u konferencijskom finalu i ulaze u Super Bowl. U Super Bowlu XV pobjeđuju favorite Philadelphia Eaglese 27:10 i postaju prvaci po drugi put. 

### Treći naslov prvaka u Los Angelesu
Raidersi 1982. sele u Los Angeles i u sezoni skraćenoj štrajkom pobjeđuju osam puta u devet utakmica, ali gube u divizijskoj rundi od Jetsa. Sezonu kasnije osvajaju diviziju s 12 pobjeda. Predvođeni zvijezdama kao running back Marcus Allen, defensive end Howie Long i quarterback Jim Plunkett, u doigravanju pobjeđuju Pittsburgh Steelerse (38:10), Seattle Seahawkse (30:14) i u finalnoj utakmici Washington Redskinse s čak 38:9. Tom pobjedom osvajaju treći Super Bowl u povijesti.
Nakon trećeg osvojenog prvenstva, sreća počinje napuštati Raiderse. Unatoč tome, do 1994. pet puta dolaze u doigravanje, najdalje stižu 1990. kada u konferencijskom finalu gube od Buffalo Billsa s čak 51:3.

### Ponovno u Oaklandu
Raidersi se 1995. vraćaju u Oakland, ali prvih nekoliko sezona nemaju zapaženije uspjehe. Jon Gruden preuzima momčad kao trener 1998. i za dvije godine ih dovodi do osvajanja divizije i konferencijskog finala gdje gube od kasnijih prvaka Baltimore Ravensa 16:3. Sličan uspjeh ponavljaju 2001. kada ih u divizijskoj rundi izbacuju New England Patriotsi. Nakon te sezone Raidersi otpuštaju Grudena i za novog trenera postavljaju Billa Callahana.
Najbolju sezonu u novije doba Raidersi imaju 2002. Predvođeni quarterbackom Richom Gannonom (koji je izabran za MVP-a lige te sezone) i po mnogima jednim od najboljih igrača američkog nogometa svih vremena wide receiverom Jerryjem Riceom, Raidersi dolaze do Super Bowla po četvrti puta u povijesti. Tu ih čekaju Tampa Bay Buccaneersi koje predvode prošlogodišnji trener Raidersa Jon Gruden i defensive tackle Warren Sapp (budući član "Kuće slavnih"). Na poluvremenu Buccaneersi već vode 20:3, a utakmica završava pobjedom Bucsa 48:21.

### Od 2003. do danas
Nakon Super Bowla 2002. Raidersi počinju niz loših sezona bez pojavljivanja u doigravanju koji traje do 2016., do kad su promijenili čak osmoricu trenera. 2017. godine vlasnik Raidersa Mark Davis donosi odluku o preseljenju momčadi u Las Vegas, a godinu kasnije u momčad vraća trenera Jona Grudena s kojim su Raidersi osvojili posljednji naslov. 22. siječnja 2020. Raidersi i službeno sele u Las Vegas.

## Učinak po sezonama od 2008.
| Sezona | Liga | Konferencija | Divizija | Regularni dio sezone | Regularni dio sezone | Regularni dio sezone | Regularni dio sezone | Uspjeh u doigravanju       |
| Sezona | Liga | Konferencija | Divizija | Poz.                 | Pob.                 | Por.                 | Ner.                 | Uspjeh u doigravanju       |
| ------ | ---- | ------------ | -------- | -------------------- | -------------------- | -------------------- | -------------------- | -------------------------- |
| 2008.  | NFL  | AFC          | Zapad    | 3.                   | 5                    | 11                   | 0                    |                            |
| 2009.  | NFL  | AFC          | Zapad    | 3.                   | 5                    | 11                   | 0                    |                            |
| 2010.  | NFL  | AFC          | Zapad    | 3.                   | 8                    | 8                    | 0                    |                            |
| 2011.  | NFL  | AFC          | Zapad    | 3.                   | 8                    | 8                    | 0                    |                            |
| 2012.  | NFL  | AFC          | Zapad    | 3.                   | 4                    | 12                   | 0                    |                            |
| 2013.  | NFL  | AFC          | Zapad    | 4.                   | 4                    | 12                   | 0                    |                            |
| 2014.  | NFL  | AFC          | Zapad    | 4.                   | 3                    | 13                   | 0                    |                            |
| 2015.  | NFL  | AFC          | Zapad    | 3.                   | 7                    | 9                    | 0                    |                            |
| 2016.  | NFL  | AFC          | Zapad    | 2.                   | 12                   | 4                    | 0                    | poraženi u wild-card rundi |
| 2017.  | NFL  | AFC          | Zapad    | 3.                   | 6                    | 10                   | 0                    |                            |
| 2018.  | NFL  | AFC          | Zapad    | 4.                   | 4                    | 12                   | 0                    |                            |
| 2019.  | NFL  | AFC          | Zapad    | 3.                   | 7                    | 9                    | 0                    |                            |